# Desmometopa discipalpis
Desmometopa discipalpis is een vliegensoort uit de familie van de Milichiidae. De wetenschappelijke naam van de soort is voor het eerst geldig gepubliceerd in 1993 door Papp.